# Bruckberg (powiat Landshut)
Bruckberg – miejscowość i gmina w Niemczech, w kraju związkowym Bawaria, w rejencji Dolna Bawaria, w regionie Landshut, w powiecie Landshut. Leży około 10 km na zachód od Landshut, przy linii kolejowej Monachium – Ratyzbona.

## Dzielnice
W skład gminy wchodzą następujące dzielnice:
| - Almosenbachhorn - Antloh - Asang - Attenhausen - Bachhorn - Beutelhausen - Boybeck - Bruckbergerau - Buch - Buchberg - Edlkofen - Eggersdorf - Engelsdorf - Gredhaus | - Gündlkofen - Hack - Hader - Hartshausen - Haslach - Hetzenweb - Kehlhof - Kollmann - Kreut - Langmaier - Oberlenghart - Pörndorf - Prüglried - Reichersdorf | - Reith - Ried - Schlagkreut - Schlott - Sittenau - Solomann - Spanneck - Tondorf - Unterlenghart - Weihern - Wendlöd - Widdersdorf - Winklmaier |